# Bad Radio
Bad Radio fue una banda de funk rock, procedente de San Diego, California. Son mejor conocidos por ser el grupo donde estuvo el cantante Eddie Vedder antes de ingresar a Pearl Jam.

## Historia
Bad Radio fue formado en 1986. De acuerdo con Anthony Kiedis, el grupo comenzaría como grupo de covers de los Red Hot Chili Peppers, y de allí progresarían a escribir sus propias canciones de funk. Entre 1988 y 1990 fue su vocalista Eddie Vedder, futuro cantante de Pearl Jam. Durante su periodo dentro del grupo, Vedder escribiría e interpretaría con ellos la canción "Better Man", la cual tiempo más tarde sería grabada por Pearl Jam. El último concierto de Vedder con Bad Radio sería el 11 de febrero de 1990.
En 1989 Bad Radio realiza una casete de cuatro canciones, llamado The Tower Records Demo, que fue vendido de manera local en las tiendas de Tower Records en San Diego por alrededor de un año. Con el tiempo se convertirían en una banda popular en el sur de California, pero nunca realizaron un álbum en alguna discográfica mayor. 
Tiempo después durante ese año realizarían otra demo titulada What The Funk. El demo fue pagado después de que ganaran un concurso de grupos realizado por la estación de radio de San Diego "91X". El demo incluía grabaciones de las canciones llamadas "I'm Alive", "Homeless", "What The Funk", y "Believe You Me". Después de la salida de Vedder, el cantante original del grupo, Keith Wood lo reemplazaría, y el grupo se mudaría a Hollywood. Su baterista, Dawn Richardson, se uniría más tarde al grupo 4 Non Blondes.

## Miembros
- Keith Wood - Voz (1986-1988; 1990)
- Dave George - Guitarra (1986-1990)
- Dave Silva - Bajo (1986-1990)
- Joey Ponchetti - Batería (1986-1989)
- Eddie Vedder - Voz (1988-1990)
- Dawn Richardson - Batería (1989-1990)

## Discografía
- Tower Records Demo (1989)
- What The Funk Demo (1989)